# Asia Pacific Poker Tour (2.ª temporada)
A segunda temporada da Asia Pacific Poker Tour foi disputada no ano de 2008 com cinco eventos nas cidades de Macau, Seul (Coreia do Sul), Auckland (Nova Zelândia), Manila (Filipinas) e Sydney (Austrália).

## Resultados

### APPTMacau
- Cassino: Grand Waldo Hotel & Casino[1]
- Buy-in: HK$25,000 (US$3,200)
- Duração do evento: 1 de setembro de 2008
- Número de buy-ins: 538
- Premiação total: $1,620,897
- Número de premiados: 56
- Mão vencedora: K♦ J♦

| Mesa final | Mesa final           | Mesa final                |
| Pos.       | Nome                 | Prêmio                    |
| ---------- | -------------------- | ------------------------- |
| 1º         | Edward Sabat         | HK$3,540,040 (US$453,851) |
| 2º         | Charles Chua         | HK$2,275,740 (US$291,761) |
| 3º         | Diwei Huang          | HK$1,201,080 (US$153,984) |
| 4º         | Mikael Rosen         | HK$847,080 (US$108,600)   |
| 5º         | Jeppe Drivsholm      | HK$632,150 (US$81,044)    |
| 6º         | Kuok Wai Will Cheong | HK$442,500 (US$56,730)    |
| 7º         | Tian Chen            | HK$328,720 (US$42,143)    |
| 8º         | Javed Abrahams       | HK$240,220 (US$30,797)    |
| 9º         | So Myung-Sim         | HK$177,000 (US$22,692)    |

### APPTSeul
- Cassino: Paradise Walker-Hill Casino[1]
- Buy-in: ₩3,000,000 ($2,870)
- Duração do evento: 26 a 28 de setembro de 2008
- Número de buy-ins: 165
- Premiação total: ₩465,300,000 (US$400,622)
- Número de premiados: 16
- Mão vencedora: 9♥ 2♣

| Mesa final | Mesa final       | Mesa final              |
| Pos.       | Nome             | Prêmio                  |
| ---------- | ---------------- | ----------------------- |
| 1º         | Yoshihiro Tasaka | ₩148,896,000 ($128,199) |
| 2º         | Hidenari Shiono  | ₩93,060,000 ($80,125)   |
| 3º         | Brian Kang       | ₩51,183,000 ($44,069)   |
| 4º         | Fam Kai Yat      | ₩37,224,000 ($32,050)   |
| 5º         | Yuji Masaki      | ₩30,244,500 ($26,041)   |
| 6º         | Dan Schreiber    | ₩23,265,000 ($20,031)   |
| 7º         | David Horvath    | ₩18,612,000 ($16,025)   |
| 8º         | Daniel Williams  | ₩13,959,000 ($12,019)   |
| 9º         | Sam Faqiryar     | ₩9,306,000 ($8,012)     |

### APPTAuckland
- Cassino: Skycity Casino[1]
- Buy-in: NZ$2,800 (US$1,860)
- Duração do evento: 9 a 12 de outubro de 2008
- Número de buy-ins: 306
- Premiação total: NZ$856,800 (US$511,060)
- Número de premiados: 32
- Mão vencedora: 2♥ 2♣'

| Mesa final | Mesa final       | Mesa final              |
| Pos.       | Nome             | Prêmio                  |
| ---------- | ---------------- | ----------------------- |
| 1º         | Daniel Craker    | NZ$257,040 (US$169,999) |
| 2º         | Matthew Konnecke | NZ$162,791 (US$107,785) |
| 3º         | Wang Jung        | NZ$85,680 (US$56,666)   |
| 4º         | Dan Sing         | NS$59,976 (US$39,666)   |
| 5º         | Luke Stanford    | NZ$46,267 (US$30,600)   |
| 6º         | Nathanael Seet   | NZ$34,272 (US$22,667)   |
| 7º         | Jani Karke       | NZ$25,704 (US$17,000)   |
| 8º         | Michael Mariakis | NZ$19,706 (US$13,033)   |
| 9º         | Wai Yuen         | NZ$14,565 (US$9,633)    |

### APPTManila
- Cassino: Hyatt Hotel & Casino Manila
- Buy-in: ₱100,000 ($2,350)
- Duração do evento: 13 a 16 de novembro de 2008
- Número de buy-ins: 285
- Premiação total: ₱26,790,000 ($542,856)
- Número de premiados: 32
- Mão vencedora: 9♦ 7♦

| Mesa final | Mesa final     | Mesa final            |
| Pos.       | Nome           | Prêmio                |
| ---------- | -------------- | --------------------- |
| 1º         | Van Marcus     | ₱8,037,000 ($162,856) |
| 2º         | Noh Tae-jun    | ₱5,090,100 ($103,142) |
| 3º         | Hyoung Jin-nam | ₱2,679,000 ($54,285)  |
| 4º         | Chang Yong-suk | ₱1,875,300 ($37,999)  |
| 5º         | Ramil Tandoc   | ₱1,446,600 ($29,314)  |
| 6º         | Lee Nelson     | ₱1,071,600 ($21,714)  |
| 7º         | Manish Sansi   | ₱803,700 ($16,285)    |
| 8º         | Benjie Lim     | ₱616,170 ($12,485)    |
| 9º         | Rainier Aquino | ₱455,430 ($9,228)     |

### APPTSydney
- Cassino: Star City Casino
- Buy-in: AU$6,300 (US$4,725)
- Duração do evento: 2 a 7 de dezembro de 2008
- Número de buy-ins: 477
- Premiação total: AU$2,800,000 (US$1,867,079)
- Número de premiados: 48
- Mão vencedora: A♣ Q♥

| Mesa final | Mesa final        | Mesa final                |
| Pos.       | Nome              | Prêmio                    |
| ---------- | ----------------- | ------------------------- |
| 1º         | Martin Rowe       | AU$1,000,000 (US$648,046) |
| 2º         | Jason Gray        | AU$476,000 (US$308,470)   |
| 3º         | Tony Basile       | AU$266,000 (US$172,380)   |
| 4º         | Antonio Fazzolari | AU$182,000 (US$117,944)   |
| 5º         | Timothy English   | AU$140,000 (US$90,726)    |
| 6º         | Frank Saffioti    | AU$100,800 (US$65,323)    |
| 7º         | Daniel Kowalski   | AU$72,800 (US$47,178)     |
| 8º         | Hai Bo Chu        | AU$53,200 (US$35,530)     |
| 9º         | Tom Rafferty      | AU$39,000 (US$25,274)     |